# Academia Galega da Língua Portuguesa
A Academia Galega da Língua Portuguesa é uma instituição científica e cultural da Galiza que atende aos critérios históricos e científicos por que se regem as línguas europeias, tendo sido reconhecida com o estatuto de Observador Consultivo pela Comunidade dos Países de Língua Portuguesa. Na atualidade é presidida pelo Professor António Gil e apresenta-se como uma continuação histórica da ideia de unidade do galego-português que representaram vultos como Guerra da Cal, Carvalho Calero, Rodrigues Lapa ou Lindley Cintra, que em 1984 incluíra os dialetos da língua galega como parte dos do português europeu na Gramática que editou junto de Celso Cunha.
Criada seguindo a tradição das academias mas como uma iniciativa da sociedade civil, independente dos organismos políticos galegos, a Academia Galega da Língua Portuguesa define-se como uma «instituição científica e cultural ao serviço do povo galego» que pretende «promover o estudo da Língua da Galiza para que o processo da sua normalização e naturalização seja congruente com os usos que vigoram no conjunto da Lusofonia».

## História
A ideia de criação de uma Academia de caráter lusófono na Galiza foi do Professor Doutor Ricardo Carvalho Calero, mas a proposta foi defendida pelo Professor Montero Santalha num artigo publicado em 1994 na revista Temas de O Ensino sob o título A Lusofonia e a Língua Portuguesa da Galiza: Dificuldades do presente e tarefas para o futuro e, mais recentemente, numa intervenção em Bragança, em outubro de 2006, na realização do V Colóquio Anual da Lusofonia, intitulada Um novo projecto: a Academia Galega da Língua Portuguesa.
Com o intuito de efetivar esta proposta nasce em 1 de Dezembro de 2007 a Associação Pró-Academia Galega da Língua Portuguesa em Compostela integrada por pessoas de diferentes âmbitos da defesa da língua e com o apoio de organizações lusófonas como a Associação de Amizade Galiza-Portugal, a Associação Galega da Língua, a Associação Sócio-Pedagógica Galego-Portuguesa ou o Movimento Defesa da Língua.
Em 7 de abril de 2008, a Pró-Academia participou na Assembleia da República portuguesa na Conferência Internacional/Audição Parlamentar sobre o Acordo Ortográfico da Língua Portuguesa por meio do seu Presidente, Ângelo Cristóvão com um comunicado a respeito da posição galega e o papel da futura Academia Galega. Neste ato também o resto de associações lusófonas galegas acima citadas estiveram representadas por meio do Presidente da AGAL, Alexandre Banhos. Estas intervenções tiveram larga repercussão nos meios de comunicação.
Foi, finalmente, constituída em 20 de setembro de 2008 realizando a sua sessão inaugural em 6 de outubro de 2008 contando com a participação e respaldo de instituições como a Academia das Ciências de Lisboa, a Academia Brasileira de Letras, a Universidade Aberta, a Universidade de Santiago de Compostela, a Associação Internacional de Lusitanistas e a Junta da Galiza, que enviaram representantes oficiais. A Academia é um órgão estatutário da Fundação Academia Galega da Língua Portuguesa, fundação de competência estatal inscrita no Ministério da Cultura da Espanha (Orden CUL/1075/2011, de 1 de março).
Em 17 de maio de 2010 foi galardoada com o Prémio Meendinho, atribuído pela fundação com o mesmo nome, "[p]or existir um antes e um depois, desde a sua constituição, a respeito da projeção e da realidade da língua galega na Lusofonia toda, e como um elemento mais dela".
No dia 20 de julho de 2017, o Conselho de Ministros da Comunidade dos Países de Língua Portuguesa, na sua XXII reunião ordinária, realizada em Brasília, decidiu conceder a categoria de Observador Consultivo à Fundação Academia Galega da Língua Portuguesa. A decisão adotada é duplamente significativa, por ser a primeira entidade da sociedade civil galega a participar oficialmente neste organismo, o que poderá vir a reforçar as posições pró lusófonas na Galiza, e por tratar-se de uma Academia que defende a unidade da língua portuguesa, de que o galego faz parte.

## Atividade
A Academia Galega colabora ativamente com o resto de academias de língua portuguesa, especialmente através da sua Comissão de Lexicografia que elaborou um vocabulário de léxico galego para ser incorporado no próximo Vocabulário Ortográfico Comum que irão editar as academias Brasileira e Portuguesa com motivo da implementação do Acordo Ortográfico. A Sessão Interacadémica realizada em 14 de abril de 2009 em Lisboa sob a presidência das três academias foi a primeira cerimónia conjunta, apresentando-se publicamente o Léxico da Galiza a ser integrado no Vocabulário Comum. As mais de 800 entradas do Léxico da Galiza foram incorporadas no Vocabulário Ortográfico da Língua Portuguesa
 editado em Outubro de 2009 pela Porto Editora. Em março de 2010 a AGLP participou da Conferência Internacional sobre o Futuro da Língua portuguesa no Sistema Mundial celebrada em Brasília, por convite do Ministério de Relações Exteriores do Brasil.
A AGLP também articula uma Coleção de Clássicos Galegos com obras de autores como Rosália de Castro, Eduardo Pondal, João Vicente Biqueira ou Armando Cotarelo Valledor,  editando também de forma periódica um Boletim da Academia Galega da Língua Portuguesa (ISSN 1888-9763)  e outras publicações científicas (Galiza: Língua e Sociedade, 2009, ISBN 84-88849-20-6).

## Parcerias
- Academia das Ciências de Lisboa
- Academia Internacional da Cultura Portuguesa
- Academia Portuguesa da História
- Associação Brasileira de Linguística
- Instituto de Investigação e Desenvolvimento em Política Linguística
- Instituto Histórico e Geográfico Brasileiro
- Porto Editora
- Priberam
- Real Gabinete Português de Leitura
- Sociedade de Geografia de Lisboa
- Universidade Aberta